# Secrétaire commercial au Trésor
Le secrétaire commercial au Trésor (Commercial Secretary to the Treasury) est un poste ministériel du gouvernement du Royaume-Uni dans le Trésor de Sa Majesté qui se classe au niveau du sous-secrétaire parlementaire d'État. Lors de la démission de Lord O'Neill of Gatley en septembre 2016, l'office a cessé d'être utilisé pendant trois mois, mais Lord Young of Cookham a été nommé porte-parole du Trésor à la Chambre des lords. La baronne Neville-Rolfe a été nommée secrétaire commerciale le 21 décembre 2016; Sa nomination s'est terminée en juin 2017.

## Liste des secrétaire commercial au Trésor
| Nom                     | Nom                   | Portrait           | Mandat                           | Mandat                           | Parti politique | Premier ministre | Premier ministre    | Chancelier |
| ----------------------- | --------------------- | ------------------ | -------------------------------- | -------------------------------- | --------------- | ---------------- | ------------------- | ---------- |
|                         | Baron Sassoon         |                    | mai 2010                         | 3 janvier 2013                   | Conservateur    |                  | Cameron (Coalition) | Osborne    |
| Lord Deighton           |                       | 3 janvier 2013     | 14 mai 2015                      |                                  | Conservateur    |                  | Cameron (Coalition) | Osborne    |
| Baron O'Neill of Gatley |                       | 14 mai 2015        | 23 septembre 2016                | Cameron (II)                     | Conservateur    |                  |                     | Osborne    |
| Baron O'Neill of Gatley |                       | 14 mai 2015        | 23 septembre 2016                | May (I)                          | Conservateur    | Hammond          |                     |            |
| Office non utilisé      | Office non utilisé    | Office non utilisé | 23 septembre au 21 décembre 2016 | 23 septembre au 21 décembre 2016 |                 | Hammond          |                     |            |
|                         | Baronne Neville-Rolfe |                    | 21 décembre 2016                 | May (I)                          | 13 juin 2017    | Hammond          | Conservateur        |            |
| Office non utilisé      | Office non utilisé    | Office non utilisé | 13 juin 2017                     | 13 juin 2017                     | en cours        | Hammond          | May (II)            |            |